# NGC 1330
NGC 1330 é um asterismo na direção da constelação de Perseus. O objeto foi descoberto pelo astrônomo Edouard Stephan em 1881, usando um telescópio refletor com abertura de 31,5 polegadas. 